# 保険コアプリンシプル
保険コアプリンシプル (Insurance Core Principles、ICP、ほけんコアプリンシプル) とは、保険監督者国際機構 (IAIS) が制定している、保険セクターの監督に関する、国際的に容認されうる枠組を示す文書のことである。
保険コアプリンシプルは、保険セクターの財務的健全性の促進や、保険契約者等を保護するために必要となる監督上の要素を挙げている。なお、コアプリンシプルの下位文書として、基準、指針がある。
実際の各国における監督を担う組織は、このコアプリンシプルに従って、実際の監督規制を制定し、監督を行うこととなる。